# Tartessops tiensis
Tartessops tiensis är en insektsart som beskrevs av Evans 1981. Tartessops tiensis ingår i släktet Tartessops och familjen dvärgstritar. Inga underarter finns listade i Catalogue of Life.